# Центральное (Черниговский район)
Центра́льное (укр. Центра́льне) — посёлок Черниговского района Черниговской области Украины. Население 81 человек.
Код КОАТУУ: 7425584906. Почтовый индекс: 15541. Телефонный код: +380 462.

## Власть
Орган местного самоуправления — Мнёвский сельский совет. Почтовый адрес: 15540, Черниговская обл., Черниговский р-н, с. Мнёв, ул. Черниговская, 30.